# مذبحة جرينسبورو
مذبحة جرينسبورو مصطلح لحدث حصل في 3 نوفمبر، 1979، عندما تظاهر أعضاء من حزب العمال الشيوعي مع آخرين في مسيرة «الموت للكلان» في جرينسبورو، نورث كارولاينا، الولايات المتحدة. دعا حزب العمال الشيوعي إلى أن أعضاء الكلان يجب أن «يضربوا جسديًا ويطردوا خارج المدينة»، وتبادلوا إطلاق النيران مع أعضاء من الكو كلوس كلان والحزب النازي الأمريكي. وكان لدى حزب العمال الشيوعي ومؤيديه مسدسات (غير معروفة العدد - تُقدر بين 1 إلى 3) بينما كان أعضاء الكو كلوس كلان والحزب النازي يظهرون في الأخبار يحصلون على البنادق من صندوق سيارة ويطلقون النيران على أعضاء حزب العمال الشيوعي. قُتل أربعة أعضاء من حزب العمال الشيوعي وشخص آخر، وأُصيب أحد عشر شخصًا من المتظاهرين وشخص من الكو كلوس كلان بجروح. ساند حزب العمال الشيوعي نشاط حقوق العمال بين عمال النسيج الذين معظمهم من السود في المنطقة.
أُجريت محاكمتان جنائيتان لعدد من أعضاء الكلان والحزب النازي الأمريكي: حوكم ستة رجال في محاكمة جنائية حكومية عام 1980؛ أُدين خمسة بالقتل. وتمت تبرئتهم جميعًا بواسطة هيئة محلفين جميعها من البيض. ثم أًجريت محاكمة حقوق مدنية جنائية فيدرالية ثانية عام 1984 وبرأت تسعة من المتهمين. استنتجت هيئة المحلفين في المحاكمة الثانية أن أفعال المتهم كانت مبنية على دوافع سياسية لا عرقية.
قدم الناجون دعوى مدنية في عام 1980، بقيادة معهد كريستيك. واتهمت القضية في محكمة المقاطعة الفيدرالية عددًا من ضباط الشرطة وأربعة عملاء فيدراليين، وكذلك أعضاء من الكلان والحزب النازي الأمريكي، بخرق الحقوق المدنية للناس المقتولين، وكذلك اتهمت المدينة بالفشل في حماية المظاهرة الشرعية. ووجدت المحكمة الرماة من الكلان والنازيين مسؤولين عن موت مايكل نايثان، وهو الضحية الوحيدة غير التابعة لحزب العمال الشيوعي. وحمَّلت هيئة المحلفين كذلك مركز شرطة جرينسبورو مسؤولية الفشل في فعل المزيد لمنع إطلاق النار، لأنه وبحسب مخبر فإن الكو كلوس كلان خططوا للعنف. وأُمرت هذه المجموعات بدفع مبلغ قدره 350,000$ للأضرار التي تسببوا بها. وهذه إحدى المرات القليلة في تاريخ الولايات المتحدة التي «تُحمِّل فيها هيئة محلفين الشرطة المحلية مسؤولية التعاون مع الكو كلوس كلان في القتل الخطأ».
بمناسبة الذكرى الخامسة والعشرين لأحداث القتل وفي 3 نوفمبر 2004، خرج حوالي 700 شخص من خلال مجلس مدينة جرينسبورو، على الطريق الأصلي. ونظم المواطنون تلك السنة لجنة جرينسبورو للحقيقة والمصالحة، على نموذج لجان جنوب أفريقيا وأماكن أخرى. كانت النية هي التحقيق والاستماع للشهادة بخصوص أحداث 1979. وقد فشلت المنظمة في تأمين السلطة أو العقوبات المحلية عندما صوتت غالبية مجلس المدينة والعمدة ضد المصادقة على المبادرة. افتقرت إلى قوة الاستدعاء للإجبار على الشهادة، والقدرة على التذرع بعقوبة شهادة الزور لشهادة مزيفة. وأصدرت اللجنة تقريرًا نهائيًا يستنتج أن كلا الطرفين ساهما في المذبحة عن طريق الانخراط في الخطابات التحريضية، فقد تقصّد كلّ من الكلان وحزب العمال النازي إلحاق الأذى بالمتظاهرين، وتواطأ مركز الشرطة مع الكلان عن طريق السماح بحدوث أعمال عنف كانت متوقعة. وقد أصدر مجلس مدينة جرينسبورو عام 2009 بيانًا يُعبر عن الأسف للوفيات. وكشفت المدينة عام 2015 عن معلم تاريخي يعترف بمذبحة جرينسبورو. وحضر المراسم 300 شخص. واعتذر مجلس مدينة جرينسبورو عن المذبحة في 15 أغسطس، 2017.

## الخلفية
تأسس حزب العمال الشيوعي (CWP) في عام 1973 في نيويورك كمجموعة منشقة عن الحزب الشيوعي الأمريكي، والذي اتبع سياسات ماو تسي تونغ. «كان حزب العمال الشيوعي إحدى  المجموعات العديدة التي تأسست كجزء من إحياء الماوية في المجتمع الراديكالي. فيعتبر حزب العمال الشيوعي المؤيد للسوفييت بالنسبة للماويين متساهلًا مع الرأسمالية ويفتقر للتشدد». واعتزم قادته على زيادة النشاط فيما أطلقوا عليه اسم منظمة رأي العمال (WVO)، بجانب النموذج الماوي.
جاء أعضاء من حزب العمال الشيوعي عام 1979 إلى نورث كارولاينا في محاولة لتنظيم عمال النسيج. وكان الشيوعيون في الجنوب قد حققوا نجاحًا ضئيلًا مع العمال البيض، ولذلك حولوا انتباههم إلى عمال النسيج السود. ما أدى إلى حدوث صراع بين حزب العمال الشيوعي والفرع المحلي للكو كلوس كلان، والحزب النازي الأمريكي. وكان الكثير من أعضاء حزب العمال الشيوعي يعملون شخصيًا في مصانع النسيج، ومن ضمنهم جيمس والر، الذي ترك ممارسة الطب من أجل ذلك. وأصبح رئيس اتحاد عمال النسيج المحلي. وكان أعضاء منظمة رأي العمال ناشطين في دورهام وجرينسبورو.
دافعت منظمة رأي العمال ضد التمييز العنصري في نورث كارولاينا بواسطة مجابهة فرع الكو كلوس كلان المحلي. واندلعت العداوة بين المجموعتين في يونيو 1979، عندما عطَّل متظاهرون في تشاينا غروف، نورث كارولاينا عرضًا لفيلم ولادة أمة، وهو فيلم صامت لعام 1915 لديفيد غريفيث والذي صوَّر عصر إعادة الإعمار وتشكيل الكو كلوكس كلان بمصطلحات بطولية، وصوَّروا السود بطريقة مهينة وعنصرية. وتم تبادل السخرية والخطابات التحريضية بين أعضاء المجموعات في الأشهر التي تلت ذلك.
أعادت منظمة رأي العمال تسمية نفسها في أكتوبر 1979 لتصبح منظمة العمال الشيوعيين. وخططت لتجمع ومسيرة ضد الكلان في 3 نوفمبر، 1979، في جرينسبورو. كان هذا مقر مقاطعة جوليفورد حيث كانت الكثير من نشاطات الحقوق المدنية الكبيرة في الستينيات، بداية مع الاعتصامات التي تسببت بإلغاء التمييز العنصري على مناضد الغداء. وتسمى بـ «مسيرة الموت للكلان» من قبل حزب العمال الشيوعي، وتمت جدولة الحدث ليبدأ في الغالب من مشروع إسكان عام للسود يسمى مورننغ سايد هومز على الطرف الأسود من المدينة ومن هناك يتقدم نحو مجلس مدينة جرينسبورو. وزع حزب العمال الشيوعي منشورات «دعت إلى معارضة متطرفة وحتى عنيفة للكلان». قال أحد المنشورات أن الكلان «يجب ضربهم جسديًا ومطاردتهم خارج المدينة. هذه اللغة والوحيدة التي يفهمونها. الدفاع عن النفس المسلح هو الدفاع الوحيد». وتحدى المنظمون الشيوعيون أتباع الكلان أن يبينوا أنفسهم و«يواجهوا حقد الناس».

## التجمع الجماهيري
وصلت أربع فرق تلفزيونية لأخبار محلية إلى مورننغ سايد هومز في زاوية شارعي كارفر وإيفيريت لتغطية مسيرة المظاهرة. وتجمع أعضاء من حزب العمال الشيوعي وآخرون من المعارضين للكلان للمشاركة في المسيرة، والتي كان من المخطط أن تتقدم خلال المدينة ومجلس مدينة جرينسبورو.
بينما تجمع الأعضاء، قيدت قافلة من عشر سيارات جيئة وذهابًا أمام المشروع السكني (وشاحنة صغيرة) مملؤة بما يُقدَّر بأربعين عضوًا من الكلان والحزب النازي الأمريكي. وضرب العديد من المشاركين في المسيرة السيارات بعصي الاعتصام أو قاموا برمي الصخور عليهم. وكَرَد، خرج أعضاء الكلان والحزب النازي الأمريكي من سياراتهم، أخذوا أسلحة الشوزن، البنادق والمسدسات من صناديق سياراتهم، وأطلقوا على حشد المتظاهرين. وكان بعض الأخيرين مسلحين بأسلحة يدوية، والتي أطلقوا منها خلال التضارب القصير. وليس من الواضح كليًا من الذي أطلق الطلقة الأولى. وأبلغ شهود عيان أن مارك شيرير وهو عضو من الكلان كان أول من أطلق، في الهواء. وبحسب العضو في الحزب الوطني الاشتراكي الأمريكي فرايزر جلين ميلر، أُطلقت الطلقات الأولى من سلاح يدوي من قبل متظاهر معادي للكلان.
قتل أعضاء الكلان والحزن النازي الأمريكي بسرعة كلًا من سيزار كاوس، جيمس والر، وبيل سامسون في الموقع. وقد أُصيبت ساندي سميث بطلقة بين عينيها عندما نظرت إلى الخارج من مكان كانت تلتجئ فيه، وأُصيب 11 شخصًا آخر بجروح. وتوفي مايكل نايثان في المستشفى بسبب جراحه. وعُرض التصوير الذي يغطي أحداث إطلاق النار على الأخبار المحلية والعالمية. وأصبحت معروفة باسم «مذبحة جرينسبورو.» كان سميث أسود، وكاوس هسباني، وكان الرجال الثلاثة الآخرون الذين قتلوا بيضًا. وأُصيب ناس من البيض والسود بجروح.